# Hispanotettix
Hispanotettix is een geslacht van rechtvleugeligen uit de familie veldsprinkhanen (Acrididae). De wetenschappelijke naam van dit geslacht is voor het eerst geldig gepubliceerd in 1995 door Perez-Gelabert, Dominici, Hierro & Otte.

## Soorten
Het geslacht Hispanotettix  is monotypisch en omvat slechts de volgende soort:
- Hispanotettix nitidus (Perez-Gelabert, Dominici, Hierro & Otte, 1995)